# Abbotsford, Victoria
Abbotsford är en stadsdel i Melbourne i Australien. Den ligger i delstaten Victoria, nära centrala Melbourne.